# Спорт в Латвии
Спорт в Латвии — один из элементов латвийской культуры.

## Футбол
Футбол был самым популярным видом спорта в Латвии в течение первого периода независимости (1918—1940).
Сборная Латвии участвовала в финальной стадии Чемпионата Европы по футболу в 2004 году. Лучшим бомбардиром сборной Латвии по футболу является Марис Верпаковскис.

## Хоккей с шайбой

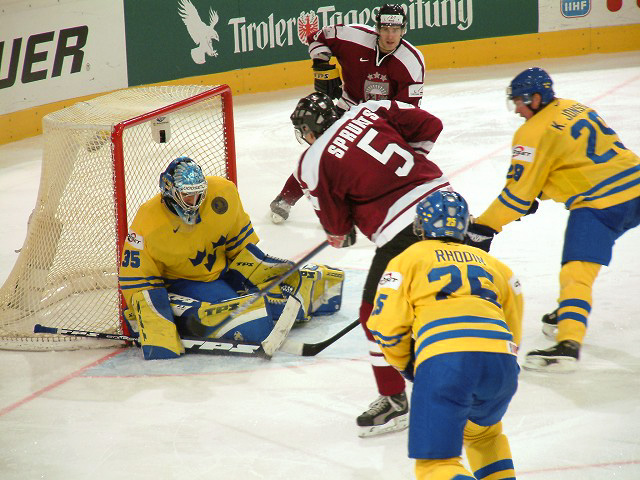
Фрагмент матча Латвия — Швеция на чемпионате мира 2005 года

Хоккей является самым популярным видом спорта в Латвии. В 1908 году на территории Латвии состоялся первый матч по «канадскому хоккею» на территории Российской империи между местными командами «Унион» и Стрелкового парка. Латвия является членом Международной федерации хоккея. Национальная сборная принимала участие в нескольких чемпионатах мира и в зимних Олимпийских играх 1936. С 1940 года по 1991 год Латвия была в составе Советского Союза. Латыши сыграли важную роль в создании хоккея в Советском Союзе. Динамо Рига была одной из одиннадцати команд, которые играли в первом советском первенстве 1946/1947. Латвийский вратарь Харийс Мэлупс был основным вратарём сборной Советского Союза на первом международном соревновании в 1948 году.
Латвийский хоккей столкнулся со спадом в 1960-х годах, рижское «Динамо» вылетело из высшей лиги в первую лигу, а затем и во вторую лигу. Возвращение началось в 1970-х годах, под руководством Виктора Тихонова, который позже стал тренировать ЦСКА и сборную СССР. В сезоне 1973/1974, рижское «Динамо» вернулось в Высшую лигу, где оставался до 1991 года.
В 1975 году Виктор Хатулев в возрасте 20 лет стал первым советским хоккеистом, выставленным на драфт в НХЛ. На драфте выбран клубом Филадельфия Флайерз. Хелмут Балдерис считается лучшим игроком латвийского хоккея за всю его историю. В чемпионатах СССР Балдерис забил 333 гола. Он был лучшим бомбардиром в 1977 и 1983 годах, признавался игроком года в 1977 году. В составе сборной СССР стал трёхкратным чемпионом Мира и Европы, завоевал серебряные медали Олимпийских Игр 1980 года. Лучший нападающий чемпионата мира 1977 года. Вратари Виталий Самойлов и Артурс Ирбе также выступали за сборную СССР. Самойлов в составе сборной СССР стал олимпийским чемпионом в 1988 году.
Артурс Ирбе был назван лучшим вратарем на Чемпионате мира 1990. Двукратный чемпион мира (1989 и 1990).
Лучший сезон для Динамо Рига пришелся на сезон 1987/1988, это был первый сезон в стиле плей-офф системы. Динамо Рига заняла третье место в регулярном сезоне и финале проиграло ЦСКА.
После восстановления независимости Латвии в 1991 году, Латвия восстановила своё членство в Международной федерации хоккея и латвийская сборная вернулась на международную арену. Сборная Латвии была определена в группу C (третий дивизион) чемпионата мира. В 1994 году латвийцы дебютировали в группе B и затем на высшем уровне в 1997 году. Наибольших результатов в современной истории команда добилась на чемпионатах мира в 1997, 2000 , 2004 ,2009 годах, дойдя до 1/4 финала. Латвия участвовала в зимних Олимпийских играх 2002, зимних Олимпийских играх 2006, зимних Олимпийских игр 2010 и зимних Олимпийских игр 2014.
На 2008 год, пятнадцать латвийских хоккеистов играют в НХЛ. Первый из них был Хелмут Балдерис, который приехал играть за Миннесоту Норт Старз в возрасте 36 лет в сезоне 1989-90. Сандис Озолиньш, Артур Ирбе, Сергей Жолток и Карлис Скрастиньш были наиболее успешными. Озолиньш является единственным латвийским хоккеистом которому удалось выиграть Кубок Стэнли в сезоне 1995-96. Озолиньш и Ирбе играли в матче звёзд НХЛ. Другие латвийские игроки, которые играют в НХЛ: Александр Керч, Григорий Пантелеев, Петерис Скудра, Виктор Игнатьев, Херберт Васильев, Каспарс Асташенко, Райтис Ивананс, Янис Спруктс, Харийс Витолиньш, Мартиньш Карсумс, Оскар Бартулис, Артурс Кулда, Каспарс Даугавиньш, Земгус Гиргенсонс.
В 2006 году в Латвии прошёл Чемпионат мира по хоккею.

## Баскетбол
Баскетбол также довольно популярный вид спорта в Латвии.
Сборная Латвии выиграла первый чемпионат Европы в 1935 году и заняла второе место на чемпионате Европы в 1939 году.
В период 1950-х и начале 1960-х годах, баскетбольная команда АСК Рига была одной из ведущих в чемпионате СССР, несколько раз выиграв чемпионат и три раза становились чемпионами Европы в 1958, 1959 и 1960 годах. На летних Олимпийских играх 1960 году в составе советской сборной приняли участия четыре латыша, Янис Круминьш, Валдис Муйжниекс, Цезарь Озер и Майгонис Вальдманис стали обладателями серебряных медалей.
Женская команда ТТТ Рига является самым титулованным клубом Европы, СССР и Латвии. Клуб выигрывал кубок европейских чемпионов 18 раз. Ульяна Семёнова была ключевым игроком. В составе сборной СССР Семёнова стала двукратной Олимпийской чемпионкой в 1976 и 1980 годах, а также трёхкратной чемпионкой мира и 10 раз чемпионкой Европы.
Самым известным игроком из Латвии в 1980 году был Валдис Валтерс. Он выиграл чемпионат Европы с советской командой в 1981 году и был признан самым ценным игроком турнира, но не получил шанс сыграть на Олимпиаде, из-за советского бойкота на летних Олимпийских играх 1984 в Лос-Анджелесе. Ещё один латвиец Игорc Миглиниекс выиграл золото с советской сборной четыре года спустя на Летних Олимпийских играх 1988.
Сборная Латвии вернулась на международную арену в качестве независимого государства в 1992 году. Классификация на летние Олимпийские игры 1992 была первым турниром для сборной Латвии. Основными игроками сборной должны были стать Игорc Миглиниекс и Гундарс Ветра. У них был выбор: либо играть за объединенную команду которая сразу попадала на Олимпийские игры или за латвийскую сборную, которой ещё надо было пройти квалификацию. Два игрока решили играть за объединённую команду. Сборная Латвии не смогла пробиться на Олимпиаду. Это вызвало большое недовольство в Латвии. Игорc Миглиниекс и Гундарс Ветра никогда не играли за Латвию на международных соревнованиях.
После восстановления независимости, самый успешный турнир для Латвии был в 2001 году на чемпионате Европы, когда латвийская сборная заняла 8-е место. Гундарс Ветра стал первым латвийцем в НБА. Андрис Бьедриньш
 в 2004 году заранее выставил свою кандидатуру на драфт НБА и был выбран в первом раунде под 11-м номером командой «Голден Стэйт Уорриорз».

## Лёгкая атлетика
Латвийские спортсмены добивались медалей на Олимпийских играх, чемпионатах мира и Европы. Айнарс Ковалс завоевал серебряную медаль в метании копья на Олимпийских играх 2008 года в Пекине. Станиславс Олиярс завоевал серебряную медаль в 2002 году и золотую медаль в 2006 году на чемпионатах Европы в беге на 100 метров.
Копьеметательница Инесе Яунземе стала первой латвийской легкоатлеткой, которая выиграла золотую медаль в 1956 на Олимпиаде в Мельбурне. В 1960 году на летних Олимпийских играх золотую медаль выиграла ещё одна латвийская копьеметательница Эльвира Озолиня. Латвийский метатель копья Янис Лусис выиграл золото на летних Олимпийских играх 1968 и 4 раза становился чемпионом Европы. Лусис установил два мировых рекорда в метании копья, 91,68 м в 1968 году и 93,80 м в 1972 году. Другой метатель копья Дайнис Кула выиграл золотую медаль на Олимпиаде 1980 года.

## Теннис
Начиная с конца 1980-х до начала 1990-х годов, один из лучших теннисистов в парном разряде была латвийка украинского происхождения Лариса Нейланд.
Начиная с 2006 года, теннис стал популярным видом спорта в Латвии из-за достижений Эрнеста Гулбиса. Он достиг 4-го раунда Открытого чемпионата США в 2007 году, где в 3-м раунде он победил восьмую ракетку мира Томми Робредо; в 2008 году он проиграл в четвертьфинале в Открытом чемпионате Франции, где его соперником была третья ракетка мира Новак Джокович. Гулбис достиг тридцать восьмой позиции в рейтинге ATP и он не единственный латвиец который играл в теннис на профессиональном уровне.

## Бобслейискелетон
Спортсмены Латвии по этим видам спорта 250 раз поднимались на пьедестал почета; это самый успешный вида спорта в Латвии.
- Федерация бобслея и скелетона Латвии

## Галерея
Известные латвийские спортсмены:

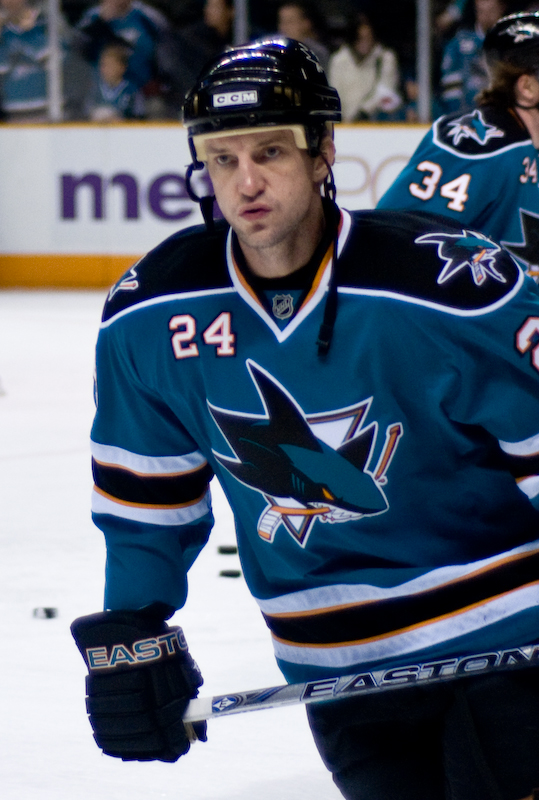
Сандис Озолиньш
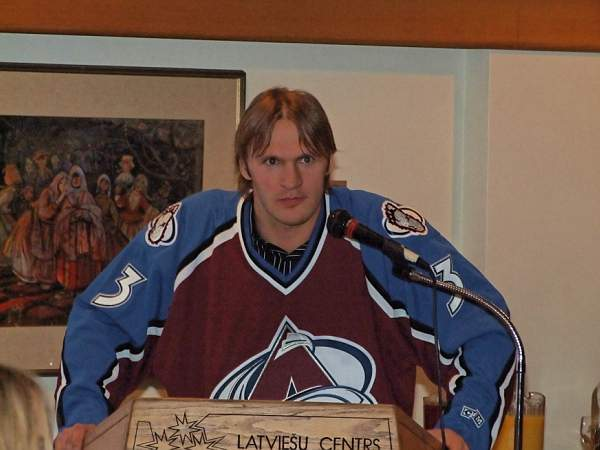
Карлис Скрастыньш
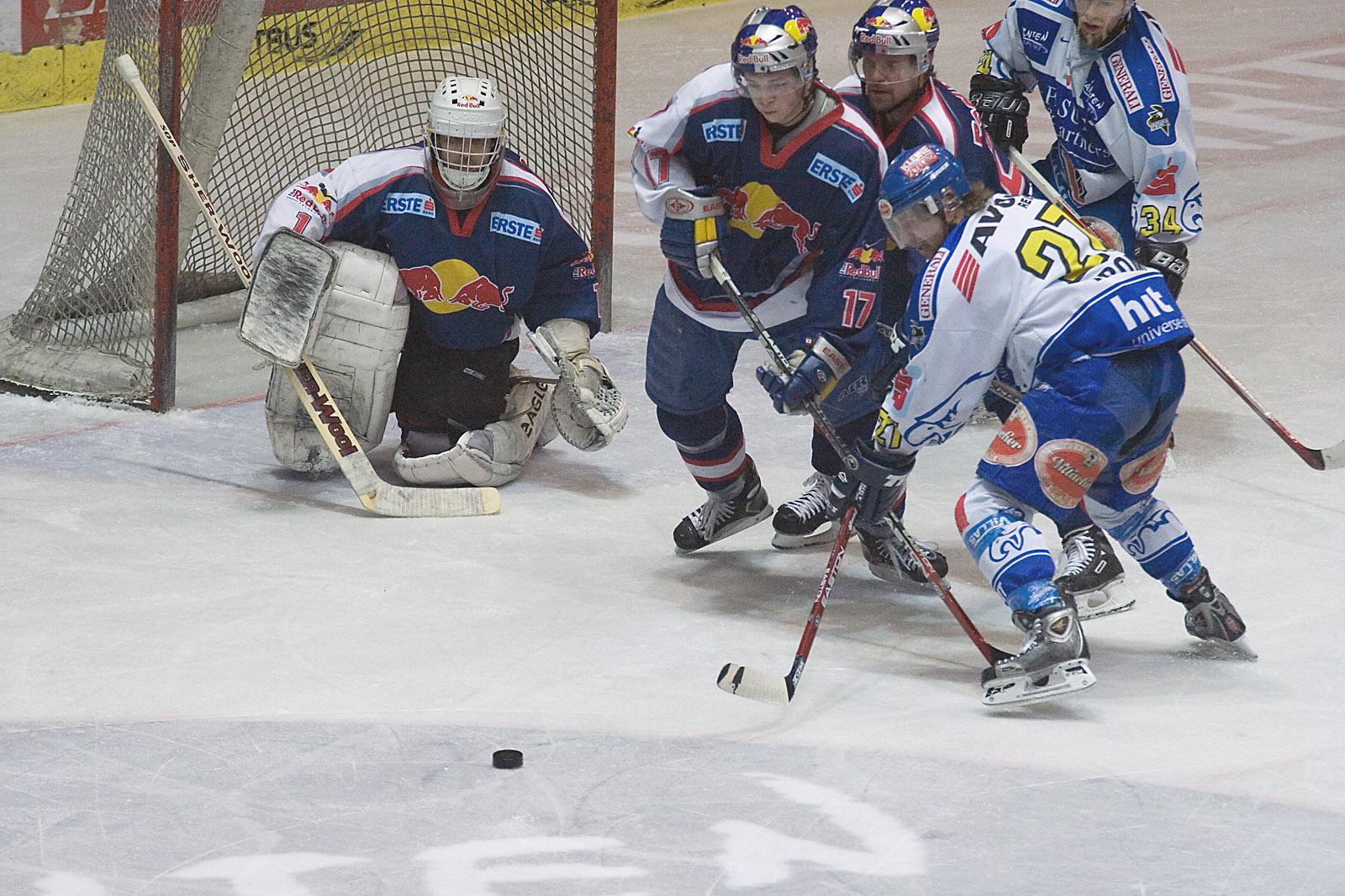
Артурс Ирбе
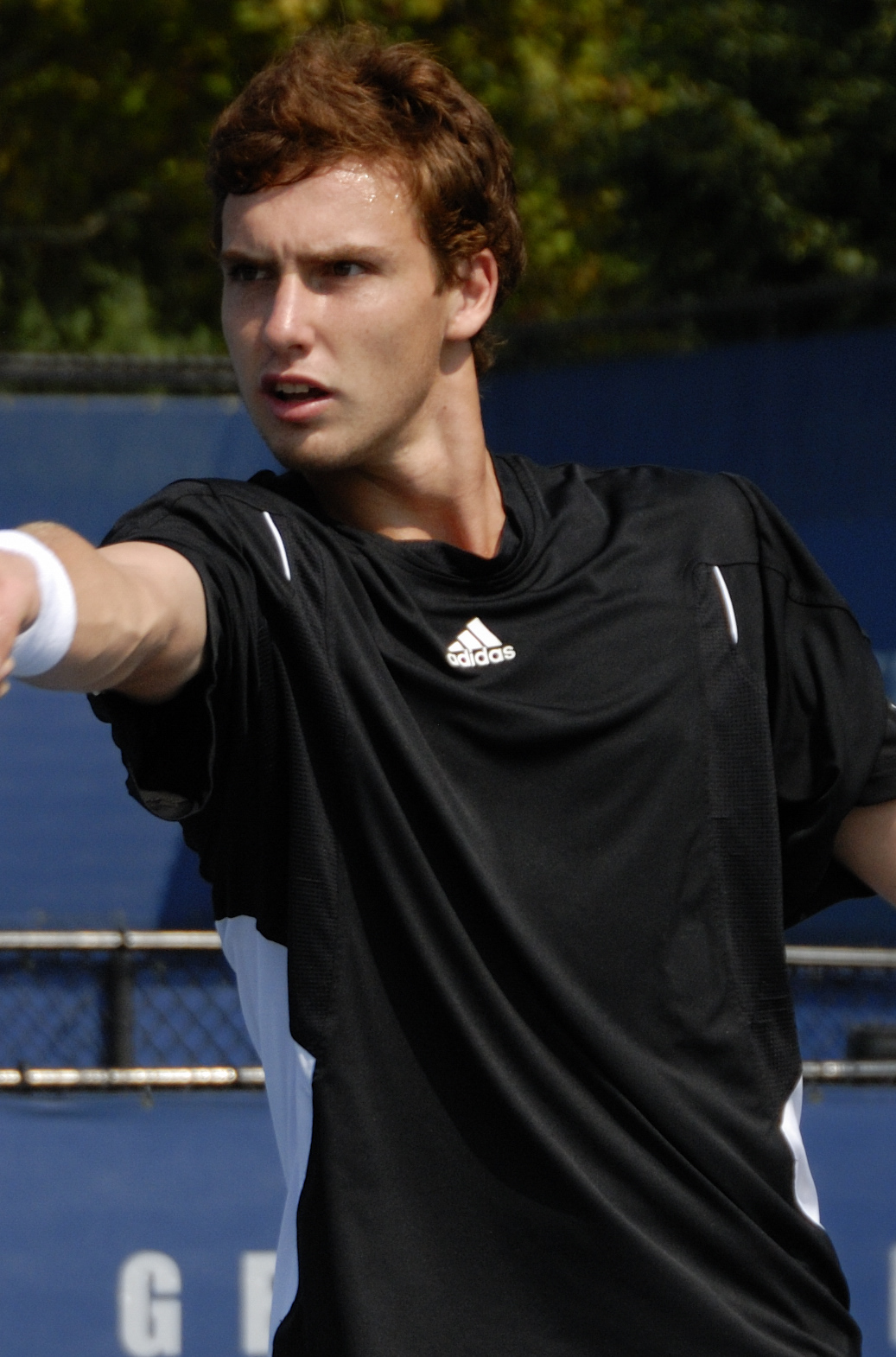
Эрнест Гулбис
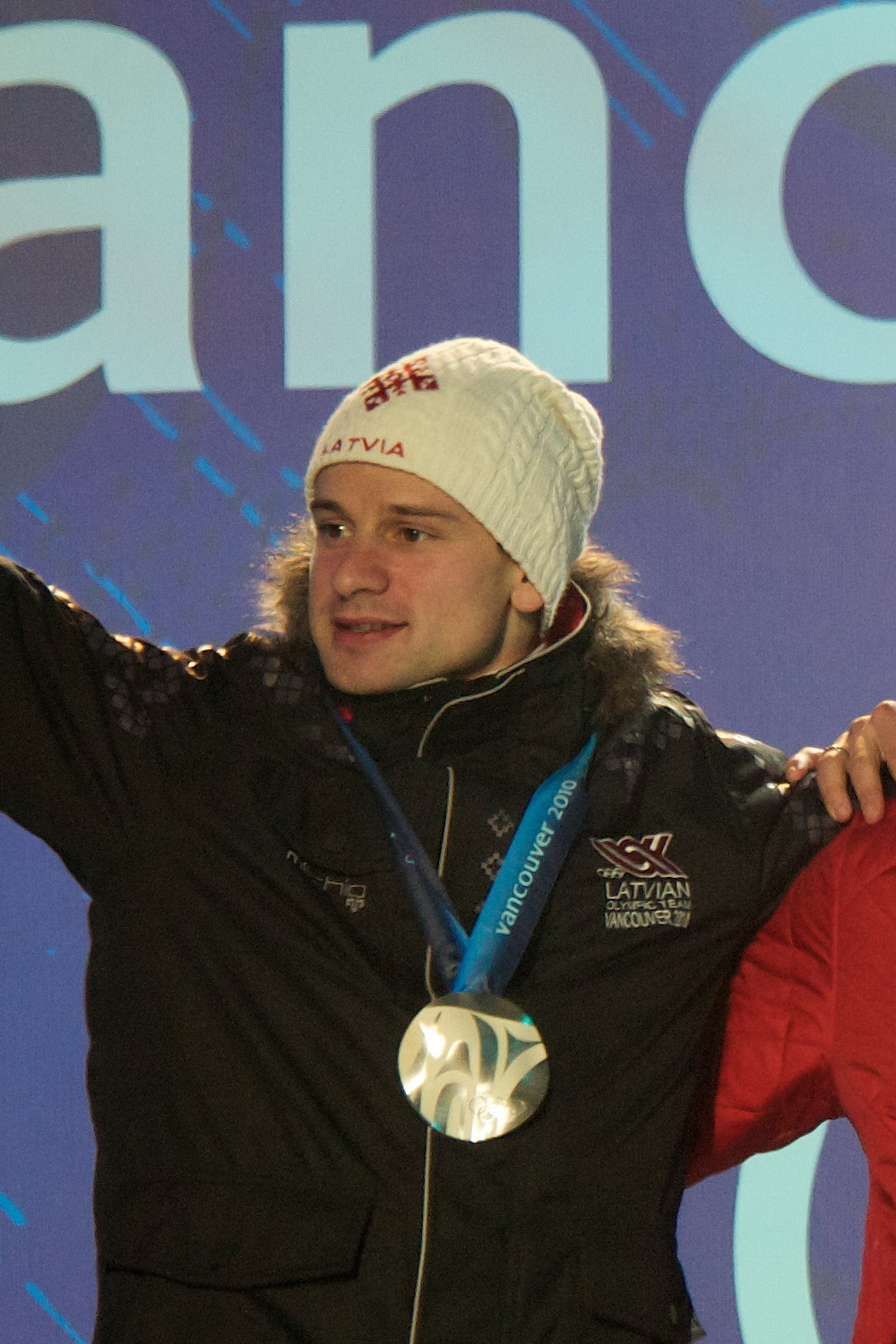
Мартинс Дукурс
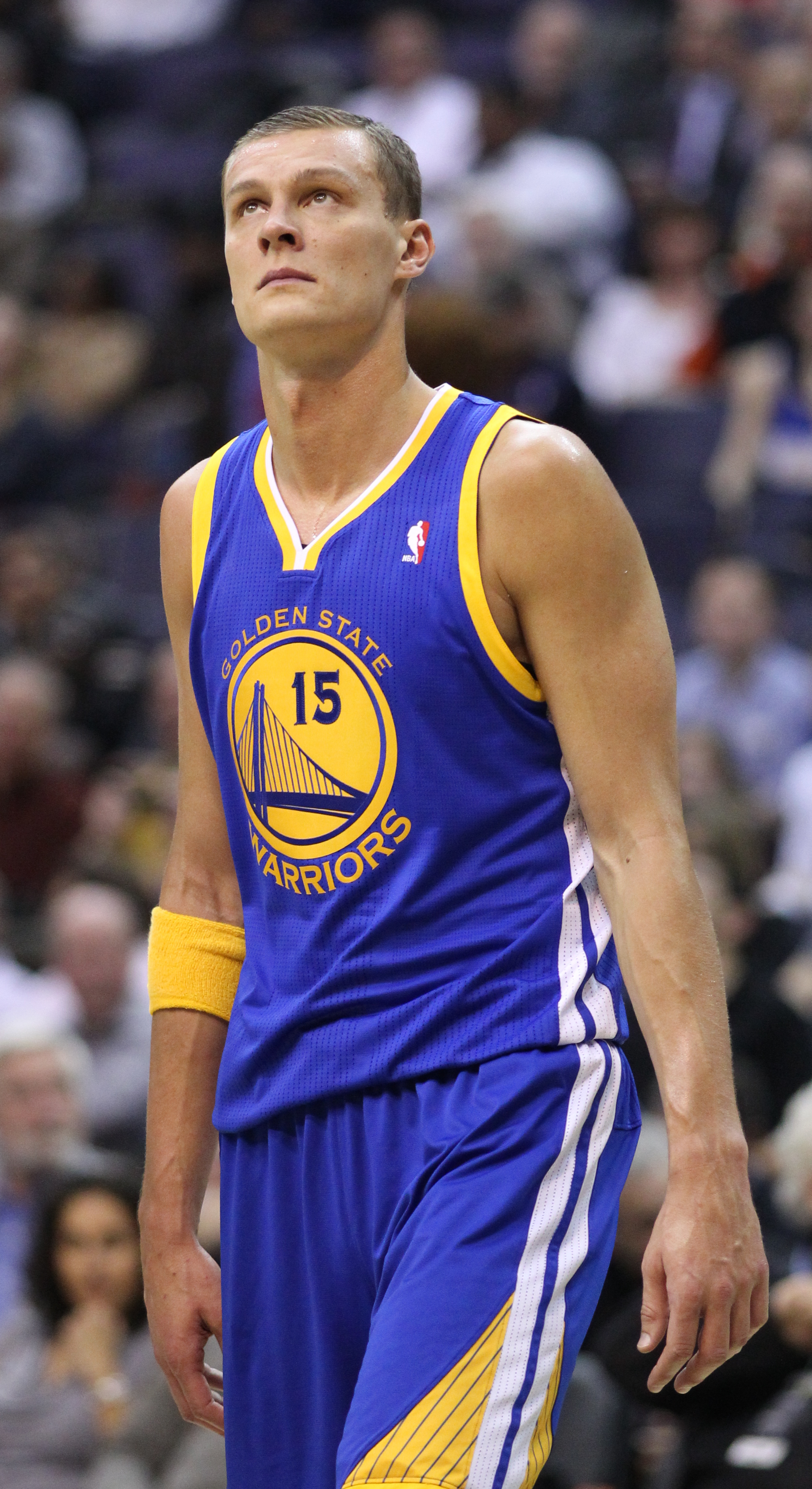
Андрис Бьедриньш
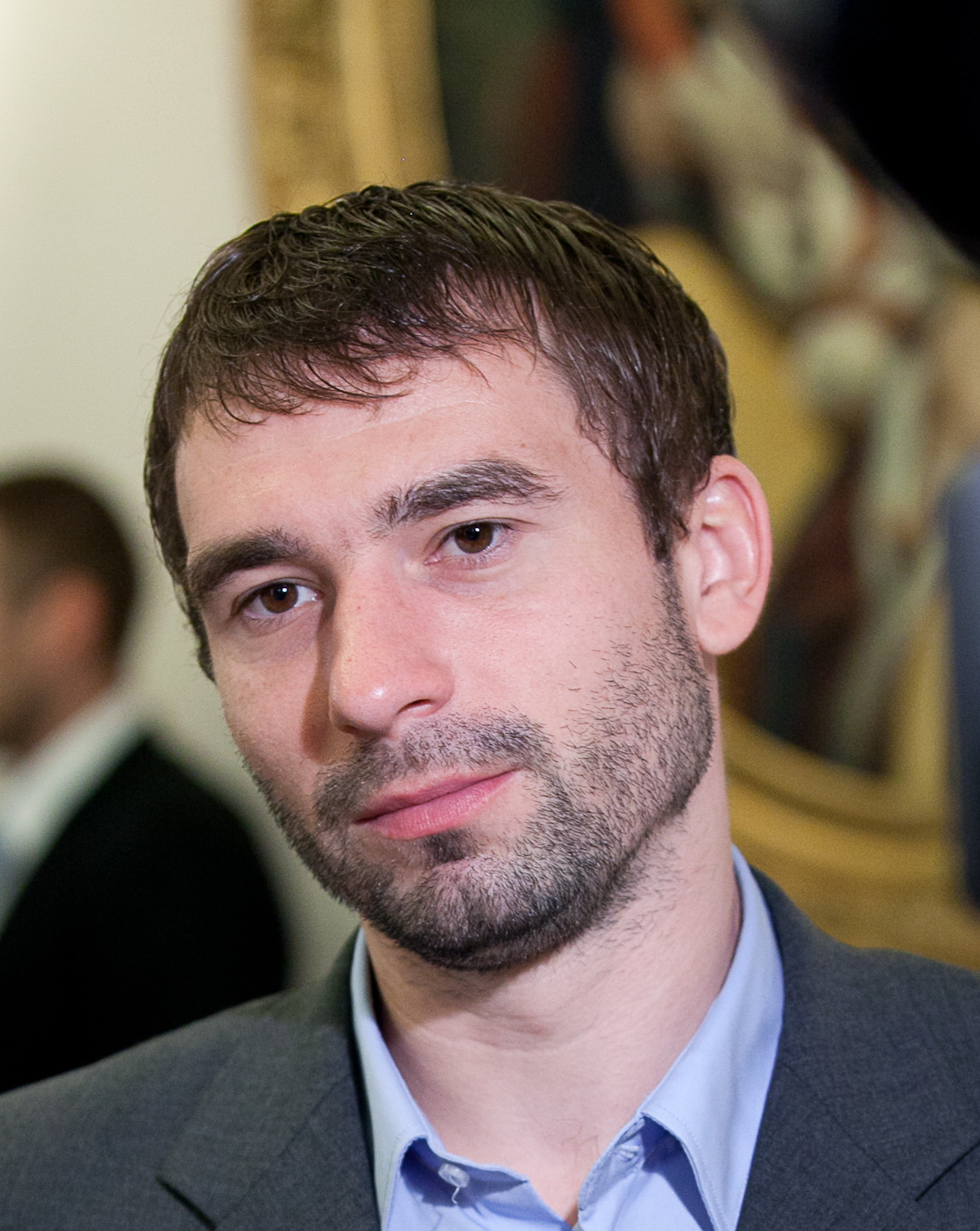
Эдгарс Масальскис
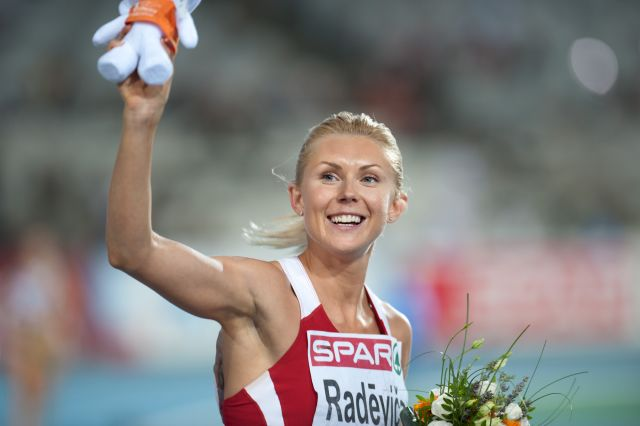
Инета Радевича
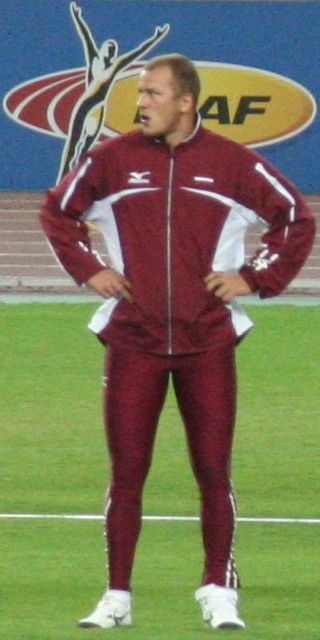
Вадим Василевский
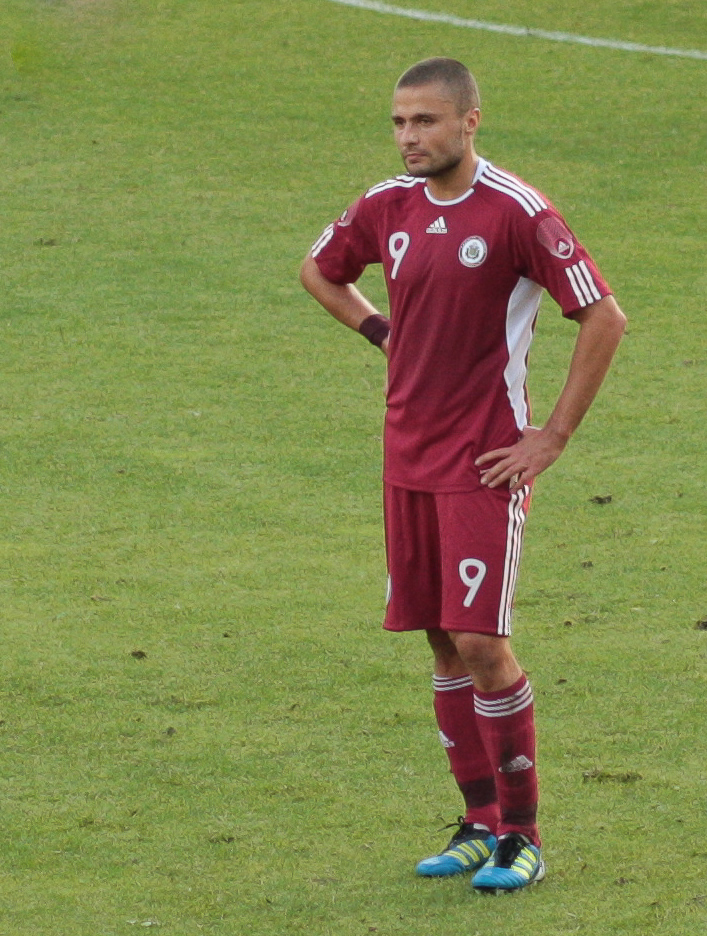
Марис Верпаковскис